# Julius Kruchen

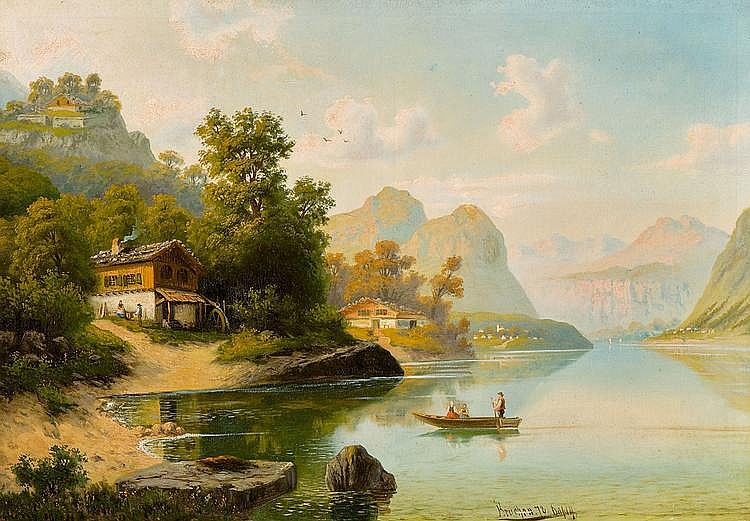
Schweizer Alpensee

Julius Kruchen (* 10. Oktober 1845 in Düsseldorf; † 21. Juni 1912 ebenda) war ein deutscher Landschaftsmaler der Düsseldorfer Schule.

## Leben
Kruchen studierte von 1859 bis 1863 an der Kunstakademie Düsseldorf. Dort waren Josef Wintergerst, Andreas und Karl Müller, Ludwig Heitland, Heinrich Mücke und Karl Ferdinand Sohn seine Lehrer. Nach dem Studium wirkte Kruchen als Landschaftsmaler und bereiste die Alpenländer. Kruchen lebte in Düsseldorf. Dort wurde 1877 sein Sohn Medard (Medardus) geboren, der als Landschafts- und Stilllebenmaler hervortrat.